# Sonja Åkesson
Sonja Åkesson (Buttle, illa de Gotland, 19 d'abril de 1926 - Estocolm, 5 de maig de 1977) fou una escriptora i poetessa sueca, especialment reconeguda en l'àmbit del nou feminisme.

## Biografia
Sonja Åkesson va descobrir per primera vegada el seu talent per escriure als 28 anys després de traslladar-se a Estocolm després del divorci de Nils Westberg, fuster. Van tenir dos fills en el moment del divorci i Sonja esperava un nadó (no del seu marit). El nadó va morir de leucèmia als dos anys.
L'any 1951 es va traslladar a Estocolm, on va descobrir la seva vocació per l'escriptura. El 1957 va publicar el seu primer llibre de poemes, Situationer (Situacions), però la seva veritable irrupció en el panorama literari no arribaria fins a l'any 1963, amb la seva obra Husfrid, publicada en anglès sota el títol Domestic Peace. En aquesta obra va aparèixer per primera vegada el seu poema més famós, "Äktenskapsfrågan" (La qüestió matrimonial), en el qual es compara el matrimoni amb l'esclavitud. També és conegut com a “vara vit mans slav” (ser esclava de l'home blanc) frase que es repeteix diverses vegades al llarg del poema. L'obra de Åkesson va tenir molt bon acolliment en el moviment feminista de l'època i ha estat citada de forma recurrent.
El seu estil es caracteritza pel tractament de la desigualtat a la vida diària i els assumptes d'ordre quotidià. Va pertànyer a la nova escola de poesia anomenada “la nova simplicitat”.
El seu poema "Autobiografia" és una resposta línia per línia al del poeta de la generació Beat Lawrence Ferlinghetti, en la qual Åkesson descriu la seva vida qüestionant temes de gènere, de classe, i del propi món de l'art. En Jar bor i Sverige (Viu a Suècia) trenca amb les convencions lingüístiques, en Sagam om Siv (La Saga de Siv) escriu haikus i utilitza el collage a Pris (Preu). Les seves tècniques innovadores es van convertir en un distintiu tant de la seva poesia com de la seva prosa.
Després de tres matrimonis, l'últim amb el també poeta Jarl Hammarberg, i cinc fills, es va traslladar en els anys setanta a Halmstad, afligida de problemes psiquiàtrics. Va morir l'any 1977 de càncer de fetge.

## Obra

### Poesia
- Situationer (1957)
- Glasveranda (1959)
- Husfrid (1963)
- Jar bor i Sverige (1966)
- Pris (1968)
- Sagan om Siv (1974)
- Hästens öga (1977)

### Prosa
- Skvallerspegel (1960)
- Leva livet (1961)
- Efter balen (1962)
- Hå! Vaig veure är på väg (Hörspiel) (1968)
- Kändis (Hörspiel) (1969)
- Mamman och pappan som gjorde arbetsbyte (Kinderbuch) (1970)
- Höst side story (Musicaltext) (1970)
- Sagan om Siv (Fernsehfilm-Manuskript, SVT) (1974)
- En tid att avliva (prosa) (1978)

Els seus manuscrits i altres treballs es troben a les Women's History Collections, Universitat de Goteborg, Suècia.

### Obra publicada en castellà
- Vivo en Suecia Antología poética (Ed. Vaso Roto, 2015)